# Mattias Skjelmose Jensen
Mattias Skjelmose Jensen (* 26. září 2000) je dánský profesionální silniční cyklista jezdící za UCI WorldTeam Lidl–Trek.

## Hlavní výsledky
2017
Course de la Paix Juniors
 vítěz vrchařské soutěže
Národní šampionát
2. místo silniční závod juniorů
Internationale Niedersachsen-Rundfahrt
5. místo celkově
2018
Tour du Pays de Vaud
 celkový vítěz
vítěz etapy 3b (ITT)
Course de la Paix Juniors
2. místo celkově
3. místo Paříž–Roubaix Juniors
2019
3. místo Fyen Rundt
Národní šampionát
4. místo časovka do 23 let
2021
Tour de l'Ain
5. místo celkově
UAE Tour
6. místo celkově
Kolem Norska
7. místo celkově
 vítěz soutěže mladých jezdců
Danmark Rundt
8. místo celkově
2022
Tour de Luxembourg
 celkový vítěz
 vítěz soutěže mladých jezdců
vítěz 4. etapy (ITT)
Tour de l'Ain
2. místo celkově
 vítěz bodovací soutěže
 vítěz soutěže mladých jezdců
Národní šampionát
3. místo časovka
Tour de La Provence
3. místo celkově
 vítěz soutěže mladých jezdců
Danmark Rundt
3. místo celkově
Tour de Wallonie
3. místo celkově
Route d'Occitanie
5. místo celkově
8. místo Clásica de San Sebastián
Mistrovství světa
10. místo silniční závod
2023
Národní šampionát
 vítěz silničního závodu
2. místo časovka
Tour de Suisse
 celkový vítěz
 vítěz soutěže mladých jezdců
vítěz 3. etapy
vítěz Maryland Cycling Classic
Étoile de Bessèges
2. místo celkově
 vítěz soutěže mladých jezdců
vítěz 4. etapy
Danmark Rundt
2. místo celkově
vítěz 3. etapy
2. místo Valonský šíp
3. místo Faun-Ardèche Classic
3. místo GP Miguel Indurain
Tour des Alpes-Maritimes et du Var
5. místo celkově
 vítěz bodovací soutěže
vítěz 2. etapy
6. místo La Drôme Classic
8. místo Amstel Gold Race
9. místo Lutych–Bastogne–Lutych
9. místo Grand Prix Cycliste de Montréal
10. místo Grand Prix Cycliste de Québec
2024
3. místo Kolem Baskicka
3. místo Faun-Ardèche Classic
Paříž–Nice
4. místo celkově
vítěz 6. etapy
5. místo La Drôme Classic
17. místo Amstel Gold Race
45. místo Valonský šíp
28. místo Lutych-Bastogne-Lutych
Tour de Suisse
 vítěz soutěže mladých jezdců
3.místo celkově
Olympijské hry
14. místo (časovka)
17. místo (hromadný start)
Vuelta a España 
 vítěz soutěže mladých jezdců
5. místo celkově
2025
vítěz Amstel Gold Race
Kolem Baskicka
5. místo celkově

### Výsledky na etapových závodech
| Výsledky na Grand Tours        |      |      |      |      |      |
| Grand Tour                     | 2021 | 2022 | 2023 | 2024 | 2025 |
| Giro d'Italia                  | —    | 40   | —    | —    | —    |
| Tour de France                 | —    | —    | 29   | —    |      |
| Vuelta a España                | —    | —    | —    | 5    |      |
| Výsledky na etapových závodech |      |      |      |      |      |
| Závod                          | 2021 | 2022 | 2023 | 2024 | 2025 |
| Paříž–Nice                     | —    | —    | DNF  | 4    | DNF  |
| Tirreno–Adriatico              | —    | —    | —    | —    | —    |
| Volta a Catalunya              | 83   | 16   | —    | —    | —    |
| Kolem Baskicka                 | —    | —    | 17   | 3    | 5    |
| Tour de Romandie               | 21   | —    | —    | —    | —    |
| Critérium du Dauphiné          | 21   | —    | —    | —    |      |
| Tour de Suisse                 | —    | —    | 1    | 3    |      |

### Výsledky na klasikách
| Monument                        | 2021 | 2022 | 2023 | 2024 | 2025 |
| ------------------------------- | ---- | ---- | ---- | ---- | ---- |
| Milán – San Remo                | —    | —    | —    | —    | —    |
| Kolem Flander                   | —    | —    | —    | —    | —    |
| Paříž–Roubaix                   | —    | —    | —    | —    | —    |
| Lutych–Bastogne–Lutych          | —    | 66   | 9    | 28   |      |
| Giro di Lombardia               | —    | DNF  | —    | NS   |      |
| Klasika                         | 2021 | 2022 | 2023 | 2024 | 2025 |
| Amstel Gold Race                | —    | —    | 8    | 17   | 1    |
| Valonský šíp                    | —    | 18   | 2    | DNF  | DNF  |
| Clásica de San Sebastián        | —    | 8    | —    | —    |      |
| Bretagne Classic                | 41   | —    | —    | —    |      |
| Grand Prix Cycliste de Québec   | NS   | —    | 10   | NS   |      |
| Grand Prix Cycliste de Montréal | NS   | —    | 9    | NS   |      |

| —   | Nezúčastnil se |
| DNF | Nedokončil     |
| NS  | Nejelo se      |